# 青岩镇
青岩镇，又称青岩古镇，是中华人民共和国贵州省貴陽市花溪区下辖的一个乡镇级行政单位。
青岩古镇，贵州四大古镇之一，位于贵阳市南郊，建于明洪武十年（1378年），原为军事要塞 。古镇内设计精巧、工艺精湛的明清古建筑交错密布，寺庙、 楼阁画栋雕梁、飞角重檐相间。镇人文荟萃，有历史名人周渔璜、清末状元赵以炯（贵州历史上第一个文状元）。镇内有近代史上震惊中外的青岩教案遗址、赵状元府第、平刚先生故居、红军长征作战指挥部等历史文物。周恩来的父亲、邓颖超的母亲、李克农等革命前辈及其家属均在青岩秘密居住过。青岩古镇还是抗战期间浙江大学的西迁办学点之一。 2005年9月青岩古镇景区被建设部、国家文物局公布为第二批中国历史文化名镇。2013年在顶峰国际非物质文化遗产保护与传承旅游规划项目中被誉为中国最具魅力小镇之一。

## 行政区划
青岩镇下辖以下地区：
明清街社区、东街社区、南街村、西街村、北街村、歪脚村、山王庙村、摆托村、杨眉村、摆早村、新哨村、思潜村、达夯村、谷通村、新楼村、二关村、大坝村、龙井村和新关村。

## 地理环境
位置 青岩古镇位于贵阳市南郊29公里，是花溪区南郊中心集散地，贵州省的历史文化古镇。地处东经106°37′—106°44′、北纬26°17′—26°23′，南北长约10公里，东西宽约8公里，总面积为92.3平方公里。 
地型 青岩古镇依山傍岭，城门城墙全用石头建造成也就顺理成章了。 
气候 青岩古镇属亚热带季风气候，年平均降水量约1250毫米，日照时间长达2200小时，平均气温在14℃－15℃，一年四季均适合游览参观。

## 青岩美食
豆腐圆子：用豆腐捏成圆球状，再裹上面粉做成。在油锅里微微一炸，出锅时黄灿灿的。趁热蘸点贵州特有的沾水，再整个放入嘴里，外脆内软，甜中带辣。
卤猪蹄：又名状元蹄，需选农村饲养一岁左右的猪之蹄，取十余种名贵中药入味，经文火温煨，精心卤制，相当入味，肥而不腻。

## 圖集

文昌閣
慈雲寺
萬壽宮
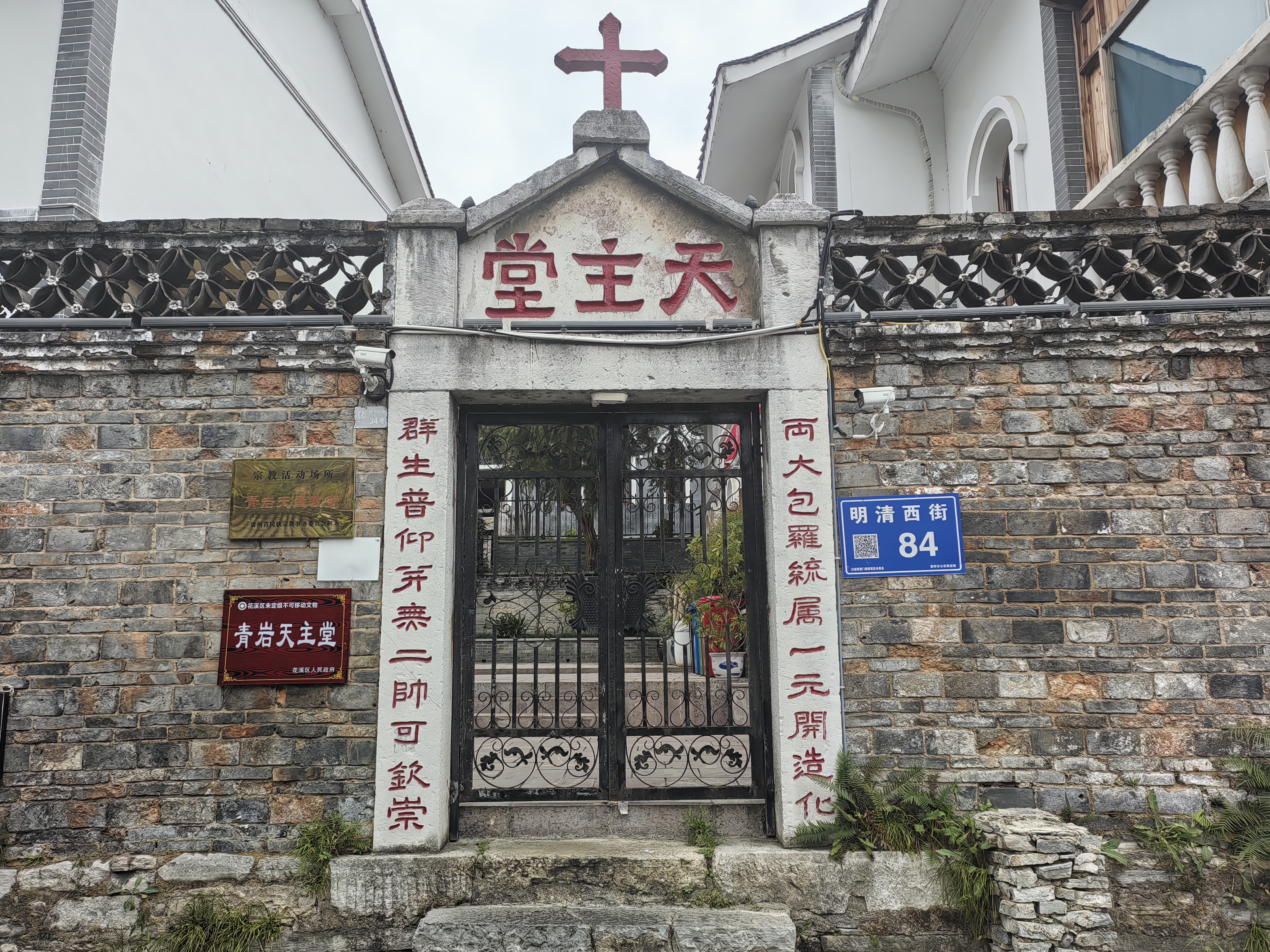
青岩天主堂